# Sông Rào Trổ
Sông Rào Trổ là một phụ lưu của sông Gianh. Sông chảy qua huyện Cẩm Xuyên và Kỳ Anh, tỉnh Hà Tĩnh và huyện Tuyên Hóa tỉnh Quảng Bình.
Hai phụ lưu của nó là sông Khe Canh (bắt nguồn từ Cẩm Mỹ (Cẩm Xuyên)) và sông Rào Mộc (bắt nguồn từ Kỳ Thượng (Kỳ Anh)) hợp lưu thành Rào Trổ ở giáp ranh giữa xã Kỳ Lâm và xã Kỳ Sơn. Rào Trổ hợp lưu với sông Gianh ở khu vực gần ga Lạc Sơn thuộc địa phận huyện Tuyên Hóa. Đi theo quốc lộ 12A mới qua Kỳ Anh có thể thấy sông Rào Trổ từ cầu Rào Trổ, quốc lộ 12A cũ qua Tuyên Hóa có thể thấy từ cầu Minh Cầm.